# Ziano Piacentino
Ziano Piacentino (emilián nyelven Ṡiàn) település Olaszországban, Emilia-Romagna régióban, Piacenza megyében. Lakosainak száma 2436 fő (2023. január 1.). Ziano Piacentino Borgonovo Val Tidone, Castel San Giovanni, Alta Val Tidone, Rovescala és Santa Maria della Versa községekkel határos.

## Népesség
A település lakossága az elmúlt években az alábbi módon változott:
| Lakosok száma | 2540 | 2527 | 2436 |
|               | 2017 | 2018 | 2023 |

## Jegyzetek

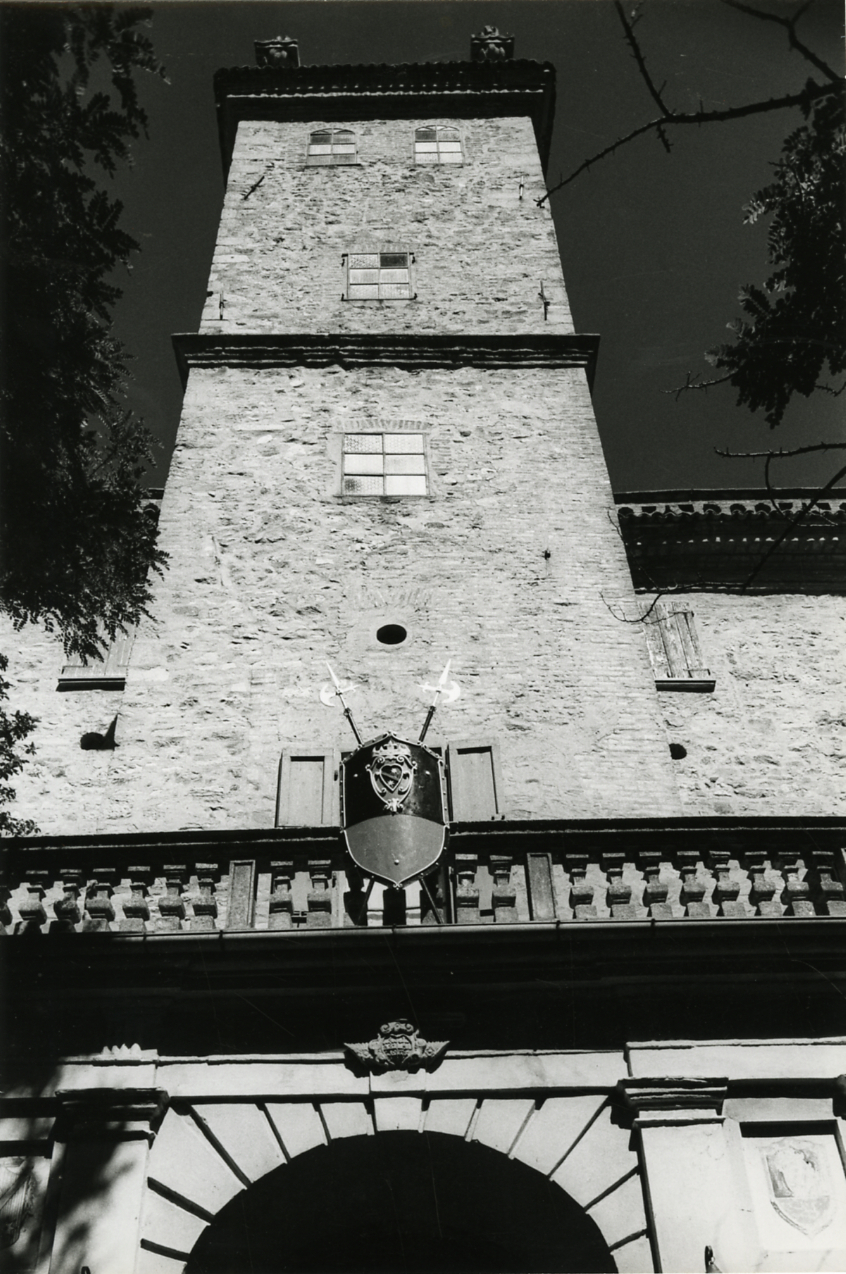
Paolo Monti, 1981